# Jack Hodgson
John Venner Hodgson (1913–1970) là một cầu thủ bóng đá thi đấu ở Football League cho Doncaster Rovers và Grimsby Town.